# Municipio de Gate
El municipio de Gate (en inglés: Gate Township) es un municipio ubicado en el condado de McLean en el estado estadounidense de Dakota del Norte. En el año 2010 tenía una población de 20 habitantes y una densidad poblacional de 0,22 personas por km².

## Geografía
El municipio de Gate se encuentra ubicado en las coordenadas 47°47′54″N 101°47′56″O / 47.79833, -101.79889. Según la Oficina del Censo de los Estados Unidos, el municipio tiene una superficie total de 92.98 km², de la cual 92,45 km² corresponden a tierra firme y (0,57 %) 0,53 km² es agua.

## Demografía
Según el censo de 2010, había 20 personas residiendo en el municipio de Gate. La densidad de población era de 0,22 hab./km². De los 20 habitantes, el municipio de Gate estaba compuesto por el 100 % blancos. Del total de la población el 0 % eran hispanos o latinos de cualquier raza.